# Естонський Інститут
Естонський Інститут, ЕІ (ест. Eesti Instituut) — формація, утворена у 1989-му році за пропозицією президента Естонії Леннарта Мері, метою якої є промоція культури Естонії у світі. Діяльність інституту підтримувана міністерством культури. Більшість проєктів фінансує кілька незалежних джерел.
Створений інститут повинен діяти за моделлю різних організацій, які успішно впроваджують і широко поширюють культури їхніх країн посеред цілого світу. Прикладами є Британська Рада, Шведський Інститут, Данський культурний інститут, Ґете Інститут. Міністерство закордонних справ є багаторічним партнером ЕІ, наприклад в діапазоні приготування публікацій, поширення інформаційних матеріалів про Естонію. Окрім згаданого, на своїм рахунку ЕІ має величезну кількість проєктів зі співпраці з іншими подібними інституціями. Співпраця відбувається рівночасно зі суспільством, приватними особами, чи третіми суб'єктами.
Конституційні завдання Естонського Інституту:
- розповсюдження інформації про естонське суспільство, культуру, освіту, в межах самої Естонії та поза нею.
- презентація іншим країнам естонської культури, промування культурної комунікації між Естонією та іншими країнами.
- пдтримка вивчення естонської мови. співпраця з підрозділами, відповідальними за культуру в університетах за кордоном.

Окрім промування фільму, літератури, мистецтва та інших обширів щоденного життя інститут займається поширенням інформації про науку, економіку, державну адміністрацію та под.
Естонський Інститут видає публікації, які інформують про Естонію; створює вебсторінки про цей край; відповідає на питання, які стосуються країни; організовує конференції і семінари; співпрацює з журналістами, науковими працівниками, викладачами, перекладачами та письменниками, організовує фестивалі, покази та інші події у зв'язку з поширенням знань про Естонію; публікує каталоги та інші позиції, які промують естонську культуру.
З метою ліпшого обміну інформації про культуру Естонії ЕІ заснував чотири осередки за кордоном: у Фінляндії (створений у році 1995), в Угорщині (1998), у Швеції (1999) та Франції (2001).
Інформаційні матеріали інституту переважно складаються з ілюстрованих публікацій на тему різних аспектів естонського життя — від відповідей на базові питання про Естонію до коміксів про веселу сторону буття естонцем та серії, які зіставляють факти про Естонію. Пропонови[що?] ІЕ зосереджуються шляхом тексту та інформації на переглядах інших аспектів життя.
До важливих проєктів ЕІ можемо долучити артистичний часопис «Естонське мистецтво», що становить собою перегляд минулого півріччя в естонському мистецькому житті; естонський «Літературний часопис», який виходить двічі на рік (висвітлює і сучасну, і класичну літературу). Часопис «De cultu civili Estonio» / «Культура Естонська» висвітлює теми театру, фільму, історії, технічної думки, релігії та інших важливих галузей тамтешньої культури. Кожного календарного року відбуваються важливі культурні заходи і фестивалі на терені Естонії — інформацію про них надає Естонський Інститут.
Інформаційні матеріали ЕІ розповсюджуються головно естонськими амбасадами у світі, але доступними є теж і у крайовій штаб-квартирі інституту в Таллінні, на вулиці Суур-Кар'я 14.
Від року 2005 в структурі ЕІ знаходиться організація культурної співпраці Естонії з Європейською Унією, яка інформує про програми ЕУ — напр. «Культура 2000», та інших європейських механізмах фінансової підтримки культури. Діяльність Естонського Інституту підтримують європейські інтеграційні організації.

## Директори (естонською)
- Lennart Meri
- Henno Rajandi
- Kaja Tael
- Lore Listra
- Toomas Liivamägi
- Mart Meri

## Корисні посилання
- Eesti Instituudi ametlik koduleht [Архівовано 31 січня 2010 у Wayback Machine.]
- Ajakiri Estonian Culture
- Ajakiri Estonian Literary Magazine [Архівовано 19 грудня 2005 у Wayback Machine.]